# Xyloscia
Xyloscia là một chi bướm đêm thuộc họ Geometridae.